# Enrico Mantero
Enrico Mantero (Como, 17 gennaio 1934 – Cernobbio, 14 novembre 2001) è stato uno storico dell'architettura italiano.
Laureatosi in architettura al Politecnico di Milano nel 1960, è stato assistente di Ernesto Nathan Rogers e successivamente professore ordinario di Composizione Architettonica e Urbana dal 1981 presso lo stesso Politecnico.
Contribuì alla fondazione della Facoltà di Architettura Civile di Milano-Bovisa. In questa facoltà è stato istituito, dopo la sua morte, il premio Mantero che viene consegnato alla laurea più meritevole in Composizione Architettonica. 
È da considerarsi uno dei più autorevoli ricercatori del razionalismo italiano e in particolare di quella vena milanese e comasca il cui maggiore esponente fu Giuseppe Terragni. È autore di due testi fondamentali relativi al razionalismo: Il razionalismo italiano e Giuseppe Terragni.
Tra le sue opere realizzate come architetto, si enumerano: 
- La casa di cura per anziani a Rebbio di Como;
- L'Istituto tecnico per geometri a Lecco;
- La scuola media statale a Lipomo.